# Lijst van rijksmonumenten in Oudewater (gemeente)
De gemeente Oudewater telt 159 inschrijvingen in het rijksmonumentenregister, hieronder een overzicht. 

## Hekendorp
De plaats Hekendorp telt 11 inschrijvingen in het rijksmonumentenregister. Zie Lijst van rijksmonumenten in Hekendorp voor een overzicht.

## Hoenkoop
De plaats Hoenkoop telt 6 inschrijvingen in het rijksmonumentenregister.
| Object                                                                      | Oorspronkelijke functie? | Bouwjaar | Architect | Locatie                        | Coördinaten?                 | Nr.?  | Afbeelding                                    |
| --------------------------------------------------------------------------- | ------------------------ | -------- | --------- | ------------------------------ | ---------------------------- | ----- | --------------------------------------------- |
| Boerderij, langhuis                                                         | Boerderij                |          |           | Hoenkoopse Buurtweg 5-5A en 5B | 52° 0' 45" NB, 4° 52' 36" OL | 32110 | Boerderij, langhuis                           |
| Boerderij                                                                   | Boerderij                |          |           | Hoenkoopse Buurtweg 25         | 52° 0' 30" NB, 4° 51' 57" OL | 32111 | Meer afbeeldingen                             |
| Boerderijcomplex waaronder langhuis, met riet gedekt, kleine roedenvensters | Boerderij                | 18e eeuw |           | Hoenkoopse Buurtweg 27         | 52° 0' 30" NB, 4° 51' 56" OL | 32112 | Meer afbeeldingen                             |
| Boerderij, fors langhuis, afgewolfde topgevel                               | Boerderij                |          |           | Hoenkoopse Buurtweg 51         | 52° 0' 12" NB, 4° 50' 46" OL | 32113 | Boerderij, fors langhuis, afgewolfde topgevel |
| Boerderij                                                                   | Boerderij                |          |           | Hoenkoopse Buurtweg 87         | 52° 0' 0" NB, 4° 49' 19" OL  | 32114 | Boerderij                                     |
| Boerderij, langhuis                                                         | Boerderij                |          |           | Hoenkoopse Buurtweg 99         | 51° 59' 58" NB, 4° 49' 8" OL | 32115 | Boerderij, langhuis                           |

## Oudewater
De plaats Oudewater telt 127 inschrijvingen in het rijksmonumentenregister. Zie Lijst van rijksmonumenten in Oudewater (plaats) voor een overzicht.

## Snelrewaard
De plaats Snelrewaard telt 13 inschrijvingen in het rijksmonumentenregister. Zie Lijst van rijksmonumenten in Snelrewaard voor een overzicht.

## Willeskop
De plaats Willeskop telt 2 inschrijvingen in het rijksmonumentenregister.
| Object                                              | Oorspronkelijke functie? | Bouwjaar | Architect | Locatie       | Coördinaten?                 | Nr.?  | Afbeelding                  |
| --------------------------------------------------- | ------------------------ | -------- | --------- | ------------- | ---------------------------- | ----- | --------------------------- |
| Boerderij met laag langhuis                         | Boerderij                | 18e eeuw |           | Willeskop 135 | 52° 1' 8" NB, 4° 52' 57" OL  | 39000 | Boerderij met laag langhuis |
| Hoeve Willeskop: Boerderij met gepleisterd langhuis | Boerderij                |          |           | Oudeweg 10    | 52° 1' 26" NB, 4° 53' 57" OL | 39001 | Meer afbeeldingen           |

Amersfoort ·
Baarn ·
Bunnik ·
Bunschoten ·
De Bilt ·
De Ronde Venen ·
Eemnes ·
Houten ·
IJsselstein ·
Leusden ·
Lopik ·
Montfoort ·
Nieuwegein ·
Oudewater ·
Renswoude ·
Rhenen ·
Soest ·
Stichtse Vecht ·
Utrecht ·
Utrechtse Heuvelrug ·
Veenendaal ·
Vijfheerenlanden ·
Wijk bij Duurstede ·
Woerden ·
Woudenberg ·
Zeist